# Puck Moonen
Puck Moonen (* 20. März 1996 in Sint-Michielsgestel) ist eine ehemalige niederländische Radrennfahrerin.

## Sportliche Laufbahn
Moonen, die als Vorbereitung zum Medizinstudium begann, Physik und Chemie zu studieren, fuhr von 2017 bis 2019 beim UCI Women’s Team Lotto Soudal Ladies. Von 2016 bis 2019 war sie mit dem Cyclocrossfahrer Eli Iserbyt liiert. Im Mai 2017 wurde Moonen von der Zeitschrift FHM zur schönsten Sportlerin der Niederlande gekürt. Trotz ihrer fortgesetzten Erfolglosigkeit (2018 kam sie bei den meisten Rennen nicht ins Ziel; bei der nationalen Straßenmeisterschaft stürzte sie) wurde sie von Lotto Soudal Ladies auch für 2019 verpflichtet. Seit Beginn ihrer Laufbahn im Jahre 2015 hat Moonen die meisten Rennen, bei denen sie angetreten war, nicht beendet.
Im September 2019 gab Moonen bekannt, dass sie einen Zweijahresvertrag beim UCI Women’s Continental Team Chevalmeire Cycling unterschrieben habe. Im Mai 2020 verkündete sie in einem Interview, dass sie es leid sei, als „cycling babe“ angesehen zu werden und als Radsportlerin ernst genommen werden wolle. Ihr Ziel sei es, innerhalb der kommenden vier Jahre Weltmeisterin zu werden. Nach internen Querelen und Unstimmigkeiten mit Mannschaftskapitänin Thalita de Jong wurde der Vertrag zum 3. Juli 2021 aufgelöst. 2022 fuhr sie für GRV Jan van Arckel. 2023 brachte Assos ihre eigene Radsporttrainingskollektion auf den Markt.

## Influencerin
Als Influencerin hat Moonen knapp 860.000 Follower bei Instagram.